# Dracaena multiflora
Dracaena multiflora är en sparrisväxtart som beskrevs av Otto Warburg och Sarasin. Dracaena multiflora ingår i släktet dracenor, och familjen sparrisväxter. Inga underarter finns listade i Catalogue of Life.